# Claasholz
Claasholz, im 19. Jahrhundert auch Klaasholz, ist der Name einer Ortschaft in Leichlingen (Rheinland) im Rheinisch-Bergischen Kreis.

## Lage und Beschreibung
Der Ort liegt nordwestlich von Witzhelden am Rand der Hochfläche, die nach Norden im Naturschutzgebiet Wupperhänge mit Seitensiefen und der Wupper nördlich Witzhelden und Leichlingen steil zum Unteren Wuppertal abfällt. Die Ausläufer der Hochfläche zum Talraum hin werden Wupperberge genannt. Der Ort ist mit seinem südwestlichen Nachbarort Oberbüscherhof zu einem Siedlungsbereich zusammengewachsen. Weitere Nachbarorte sind Unterbüchscherhof, Orth, Wolfsstall, Herscheid, Sieferhof, Krähwinkel, Holzerhof, Bechhausen und Schüddig.

## Geschichte
Der Ortsname leitet sich von dem Personennamen Nikolaus (Kurzform Klaus) ab, Holz ist eine häufige Bezeichnung für ein Waldgebiet. Im 18. Jahrhundert gehörte der Ort zum Kirchspiel Witzhelden im bergischen Amt Miselohe. Die Preußische Uraufnahme von 1844 verzeichnet den Hof als Klassholz.
1815/16 lebten 21 Einwohner im Ort. 1832 gehörte Claasholz als Grenzort der Bürgermeisterei Burscheid an, der Nachbarort Oberbüscherhof gehörte zur Bürgermeisterei Leichlingen. Der laut der Statistik und Topographie des Regierungsbezirks Düsseldorf als Dorfschaft kategorisierte Ort besaß zu dieser Zeit drei Wohnhäuser und acht landwirtschaftliche Gebäude. Zu dieser Zeit lebten 16 Einwohner im Ort, allesamt evangelischen Glaubens.
Aufgrund der Gemeindeordnung für die Rheinprovinz erhielt 1845 das Kirchspiel Witzhelden den Status einer Gemeinde, schied aus der Bürgermeisterei Burscheid aus und bildete ab 1850 eine eigene Bürgermeisterei. Im Gemeindelexikon für die Provinz Rheinland werden 1885 vier Wohnhäuser mit 17 Einwohnern angegeben. 1895 besitzt der Ort fünf Wohnhäuser mit 28 Einwohnern, 1905 fünf Wohnhäuser und 23 Einwohner.
Am 1. Januar 1975 wurde die Gemeinde Witzhelden mit Claasholz in Leichlingen eingemeindet.